# Leif Fransson (militär)
Leif Axel Fransson, född den 20 december 1934 i Vargön i Västra Tunhems församling, Älvsborgs län, död den 28 februari 2011 i Hovmantorps församling, Kronobergs län, är en svensk militär. 
Fransson blev kapten vid Värmlands regemente 1968. Han tjänstgjorde som sådan för Generalstabskåren i armésektionen vid Försvarsdepartementets kommandoexpedition från 1971. Fransson blev major 1972 och överstelöjtnant vid Hälsinge regemente med fortsatt tjänstgöring i Generalstabskåren 1976. År 1983 befordrades han till överste och blev ställföreträdande chef för Kronobergs regemente, tillika ställföreträdande befälhavare för Kronobergs försvarsområde. Fransson befordrades 1989 till överste av första graden och var 1989–1992 chef för Kronobergs regemente, tillika befälhavare för Kronobergs försvarsområde.